# Ferrer de Gualbes i de Terrades
Ferrer de Gualbes i de Terrades (segle XIV) va ser un mercader dedicat a la draperia membre de la família Gualbes. Va ser el fill primogènit de Joan Ferrer de Gualbes i de Valença de Terrades. Amb poc protagonisme dintre de la família, per la política matrimonial que pretenia enllaçar amb altres famílies dedicades als negocis de la draperia i la banca, Ferrer es va casar amb Isabel d'Olivera, i van tenir tres fills: Simó, Bernat i Francesc, que, segons apunta Carme Batlle, sembla que no van tenir molt de protagonisme dintre de la família o bé van morir joves. Va morir l'any 1346.